# Campylopus australis
Campylopus australis là một loài Rêu trong họ Dicranaceae. Loài này được Catches. & J.-P. Frahm mô tả khoa học đầu tiên năm 1985.